# All You Need Is Love (film)
All You Need Is Love is een Nederlandse romantische komedie uit 2018 gebaseerd op het gelijknamige televisieprogramma All You Need Is Love van Robert ten Brink. De regie van de film is in handen van Will Koopman.
De film ging onder toeziend oog van de Nederlandse pers op 26 november 2018 in première in het theater DeLaMar.

## Verhaal
Maarten is de presentator van het populaire televisieprogramma All You Need Is Love maar verdwijnt op de vooravond van de welbekende kerstspecial. Zonder dat iemand op de hoogte is vertrekt hij met het vliegtuig en vertrekt naar de Schotse hooglanden. In Nederland komt de kerstspecial steeds dichterbij en producer Olav en zijn assistent Japie zoeken wanhopig naar een nieuwe presentator, terwijl de rest van Nederland zich voorbereidt op de kerstavond en de redactie hoopvol brieven schrijven.
Lukt het hen om zonder de presentator, bekend als Dr. Love, gebroken harten te lijmen en alle geliefden te herenigen?

## Rolverdeling
Hieronder een geselecteerd overzicht met acteurs die te zien zijn in de film.
| Acteur               | Rol              |
| -------------------- | ---------------- |
| Malou Gorter         | Arianne          |
| Bracha van Doesburgh | Olivia           |
| Fedja van Huêt       | Maarten          |
| Anniek Pheifer       | Sandra           |
| Yenthe Bos           | Eefje            |
| Lies Visschedijk     | moeder van Eefje |
| Annet Malherbe       | Renee            |
| Hannah van Lunteren  | Marie-Claire     |
| Frank Lammers        | Ernst            |
| Britte Lagcher       | Amber            |
| Waldemar Torenstra   | Gerco            |
| Peter Paul Muller    | Olav             |
| Eva Laurenssen       | Boukje           |
| Gigi Ravelli         | Cindy            |
| Diederik Ebbinge     | Dirk             |
| Yannick Jozefzoon    | Romano           |
| Ilias Addab          | Hicham           |
| Susan Radder         | Lily             |
| Rop Verheijen        | Japie            |
| Hajo Bruins          | Hans             |
| Holly Mae Brood      | Tatjana          |
| Peggy Vrijens        | Gerja            |
| Trudy Labij          | Tilly            |
| Stijn Vervoort       | Michael          |
| Katrien van Beurden  | Madelief         |
| Antje Boermans       | redacteur        |
| Patrick Watters      | hiker            |
| Janni Goslinga       | Daphne           |
| Merel Baldé          | Stephanie        |
| Jasha Rudge          | Remy             |
| Gijs Geurtsen        | vader van Eefje  |
| Fahd Larhzaoui       | Roy              |
| Rutger Remkes        | broer van Boukje |
| Dook van Dijck       | redactiestagiair |
| Nick Janmaat         | Günther          |

## Trivia
- Actrice Gigi Ravelli die gestopt was met acteren en de anonimiteit had opgezocht keerde in deze film na vier jaar terug als actrice.[4]
- Robert ten Brink, de presentator van het gelijknamige televisieprogramma was in een cameo te zien.